# 岐阜県道359号越原付知線
岐阜県道359号越原付知線（ぎふけんどう359ごう おっぱらつけちせん）は、岐阜県加茂郡東白川村から同県中津川市に至る一般県道である。

## 概要

### 路線データ
- 起点：岐阜県加茂郡東白川村越原（国道256号交点）
- 終点：岐阜県中津川市付知町（国道256号・国道257号交点）

## 沿革
- 1977年（昭和52年）2月27日 ： 認定[1]

## 通過する自治体
- 岐阜県
  - 加茂郡東白川村
  - 中津川市

## 接続する道路
- 国道256号（東白川村越原地内）
- 国道256号・国道257号（稲荷交差点）

## 周辺
- 道の駅茶の里 東白川
- 美濃越原郵便局
- 下付知郵便局
- 道の駅花街道付知
- 付知温泉